# Alexander Ruoff
Pour les articles homonymes, voir Ruoff.
 (mars 2011).
Alexander Ruoff, né en 1967 en Souabe, est un historien et musicien de rock allemand.